# 柏谷増男
柏谷 増男（かしわだに ますお）は、日本の土木工学者。愛媛大学工学部教授。専攻は、都市計画・交通計画・地域計画・国土計画。工学博士（京都大学・1976年）。都市計画・都市開発に関する国土交通省・愛媛県・松山市等の各種委員等を多数歴任。出身地・今治市の今治新都市開発に構想策定当初から関わる。愛媛県今治市生まれ。

## 略歴
- 1967年3月 京都大学工学部交通土木工学科卒業
- 1969年3月 京都大学大学院工学研究科交通土木工学専攻修士課程修了
- 1969年4月 京都大学助手（6月まで）
- 1975年7月 愛媛大学工学部土木工学科講師
- 1977年11月 愛媛大学工学部土木工学科助教授
- 1985年4月 愛媛大学工学部土木工学科教授
- 1991年4月 愛媛大学工学部海洋土木工学科教授
- 1996年4月 愛媛大学工学部環境建設工学科教授
- 2004年4月 国立大学法人愛媛大学理事兼愛媛大学副学長（社会連携担当）
- 2005年4月 愛媛大学大学院理工学研究科教授（生産工学専攻 環境建設学コース 都市環境工学講座）
- 2006年 愛媛大学防災情報研究センター長
- 2010年3月 愛媛大学を定年退官

## 所属学会
所属学会は、土木学会・日本都市計画学会・日本地域学会・応用地域学会・日本計画行政学会ほか。

## 栄典
- 2023年4月 瑞宝中綬章受章[1]